# Enantiornis
Enantiornis is een geslacht van uitgestorven enantiornithische vogels. Het type en de enige momenteel geaccepteerde soort is Enantiornis leali uit de Lecho-formatie in El Brete, Argentinië uit het Laat-Krijt.

## Naamgeving
In 1981 benoemde Cyril A. Walker de typesoort Enantiornis leali op basis van een korte beschrijving van alleen de schoudergordel. Bij deze gelegenheid werd een nieuw ontdekte vogelgroep benoemd: de Enantiornithes. Geslacht en groep ontlenen hun naam, 'de tegengestelde vogel(s)', aan de bouw van de schoudergordel die verschilt van die van moderne vogels en de hesperornithiden die hun tijdgenoten waren. Enanti is Grieks voor 'tegengesteld', ornis voor 'vogel'. In plaats van dat het schouderblad een uitsteeksel had dat in het ravenbeksbeen paste, hadden de Enantiornithes een bult op het ravenbeksbeen die aansloot op een holte in het schouderblad. Deze vormen vertegenwoordigen de talrijkste vogelgroep uit het Krijt maar tot 1981 had men geen benul dat ze zelfs maar bestonden. De soortaanduiding eert preparateur Juan Carlos Leal, die in 1974 de El Brete-vindplaats bij toeval ontdekte nadat hij verdwaald was geraakt in een dicht acaciabos.
Enantiornis werd beschreven op basis van het holotype, specimen PVL-4035, een ravenbeksbeen, proximaal schouderblad en proximaal opperarmbeen die dicht bij elkaar werden gevonden in een beenderbed van Sauropoda en waarvan vermoed werd dat ze de linkerschouder van een enkel individu vertegenwoordigen. Walker wees daarnaast specimen PVL-4039 toe, een los schouderblad.
In 1996 werd de soort voor het eerst in detail beschreven door Luis Maria Chiappe. Bij die gelegenheid werd meer materiaal toegewezen. Een andere linkerschoudergordel, opperarmbeen en spaakbeen, bijna compleet en gevonden in een stuk rots, evenals een rechterspaakbeen en een paar losse botten uit de pols en hand, specimen PVL-4020, werden voornamelijk op basis van de grootte toegewezen. PVL-4055 is een schouderblad, PVL-4181 een ellepijp, PVL-4267 een ellepijp en PVL-4271 een ravenbeksbeen. In 2009 werd door Gareth J. Dyke nog specimen PVL-4066 toegewezen, het bovenste uiteinde van een opperarmbeen. Negen stukken slecht materiaal zijn in de loop der jaren toegewezen aan een Enantiornis species nova of species indeterminata. De kwaliteit ervan is te gering voor een zekere determinering en het gaat misschien  niet eens om resten van Enantiornithes.
Twee soorten uit Azië die eerder in dit geslacht werden geplaatst, zijn later afgesplitst. Enantiornis martini Nessov & Panteleyev, 1993 is geplaatst in Incolornis, terwijl Enantiornis walkeri Nessov & Panteleyev, 1993 onder voorbehoud werd toegewezen aan Explorornis. De reden voor hun benoeming in Enantiornis was dat deze soorten werden beschreven toen de diversiteit aan Enantiornithes werd onderschat en de neiging bestond ze maar in één enkel geslacht onder te brengen. 'Walkeri' eert hier overigens Alick Donald Walker.
Aangezien er geen achterpootelementen bekend zijn van Enantiornis, kan het een van de Enantiornithes uit El Brete omvatten die alleen bekend zijn van achterpootbotten, namelijk Lectavis, Soroavisaurus of Yungavolucris. Deze waren echter blijkbaar allemaal kleiner dan Enantiornis. Achterpootmateriaal dat onder voorbehoud aan Martinavis en Elbretornis is toegewezen, lijkt respectievelijk enigszins en veel te klein om Enantiornis te vertegenwoordigen.

## Beschrijving
Enantiornis is een van de grootste Enantiornithes die tot nu toe zijn ontdekt, met een lengte van ongeveer een meter, exclusief mogelijke staartveren. Het opperarmbeen van het holotype is 151 millimeter lang, wat duidt op een vleugelspanwijdte van minstens 120 centimeter inclusief slagpennen
In 2009 werd door Dyke een aantal onderscheidende kenmerken aangegeven. Het onderste uiteinde van de ellepijp wordt doorboord door een groot pneumatisch foramen. Het schouderblad heeft een opvallende uitholling in de processus acromialis, vóór het raakvlak met het ravenbeksbeen, en net eronder een smalle inkeping. Het ravenbeksbeen heeft een venster in de binnenwand van de nek. Het opperarmbeen heeft een smalle pneumatische groeve, soms doorboord door een kanaal dat over de lengterichting door de bovenste binnenhoek loopt. De crista bicipitalis van het opperarmbeen steekt opvallend naar voren uit. De bovenste buitenhoek van het opperarmbeen steekt in achteraanzicht boven de kop uit. De binnenrand van de binnenste gewrichtsknobbel van de ellepijp is recht. Er is in onderaanzicht een grote put aanwezig boven het uiterste gewrichtsvlak van de ellepijp, het bovengenoemde foramen bevattend.

## Fylogenie
Enantiornis werd in 1984 door Lew Nesow in een eigen familie Enantiornithidae geplaatst. Larry Martin benoemde in 1983 een ruimere Enantiornithiformes, zij het in het kader van zijn, tegenwoordig algemeen verworpen, hypothese binnen het vraagstuk van de oorsprong van de vogels dat deze geen dinosauriërs zouden zijn.
Enantiornis leali was mogelijk vrij nauw verwant aan Avisaurus, een ander geslacht van waarschijnlijk carnivore enantiornithines, hoewel de exacte verwantschap onduidelijk is.